# 7904 Морроу
7904 Морроу (7904 Morrow) — астероїд головного поясу, відкритий 1 травня 1997 року.
Тіссеранів параметр щодо Юпітера — 3,442.